# Christopher Wreh
Christopher Wreh est un joueur de football liberien, né le 14 mai 1975 à Monrovia. International liberien, il était attaquant.
Christopher Wreh serait un cousin de George Weah.

## Biographie
Il fait un passage remarqué à Guingamp, ce qui lui vaut d'être recruté par Arsène Wenger à Arsenal. Dans le club londonien, il n'inscrit que 4 buts, total faible mais non moins crucial, puisque 3 de ces 4 buts permettent de faire gagner la rencontre à son équipe sur la plus petite des marges (1-0),. Sa carrière professionnelle prend fin en 2002. Il tente alors sa chance dans deux clubs amateurs, le Bishop's Stortford FC puis Buckingham Town en Non-league football.

## Carrière
- Young Kotoko  Liberia
- La Modelle International  Liberia
- Invincible Eleven (Monrovia)  Liberia
- 1989-1996 : AS Monaco  France
- 1996-1997 : EA Guingamp  France
- 1997-1998 : Arsenal  Angleterre
- 1998-1999 : AEK Athènes  Grèce
- 1999 : Birmingham City  Angleterre
- 1999-2000 : FC Den Bosch  Pays-Bas
- 2000-2001 : Al Hilal Riyad  Arabie saoudite
- 2001-2002 : St Mirren  Écosse
- 2002 : Bishop's Stortford FC (Non-league football)  Angleterre
- 2004-2005 : Buckingham Town FC (en) (Non-league football)  Angleterre
- 2007-... : Perseman Manokwari  Indonésie[4]

### Palmarès
- 36 sélections et 11 buts en équipe du Liberia de football
- Champion d'Angleterre en 1998 avec Arsenal
- Vainqueur de la Coupe d'Angleterre en 1998 avec Arsenal
- Vainqueur de la Supercoupe d'Angleterre en 1999 avec Arsenal
- Finaliste de la Coupe de France en 1997 avec l'EAG

## Distinction
- Meilleur buteur de la coupe de France 1996-1997 (3 buts)